# Championnat de Nouvelle-Calédonie de football 1999
Navigation
Édition suivante
La saison 1999 du Championnat de Nouvelle-Calédonie de football est la troisième édition du championnat de première division en Nouvelle-Calédonie. Sept équipes se qualifient pour la phase finale par le biais des trois championnats provinciaux (Province Sud, Province Nord et la Province des îles Loyauté). La phase finale se joue sous forme de matchs aller-retour à élimination directe, excepté la finale, disputée sur une rencontre.
C'est le Gaïtcha FCN qui remporte la compétition cette saison après avoir battu l'AS Auteuil lors de la finale. C'est le troisième titre de champion de Nouvelle-Calédonie de l'histoire du club. 

## Les clubs participants
- Province Nord :
  - AS Poum
  - JS Baco
- Province Sud :
  - CA Saint-Louis
  - Gaïtcha FCN
  - AS Auteuil
- Province des îles Loyauté :
  - AS Traput
  - US Pénélo-Cuaden

## Compétition
En tant que tenant du titre, l'AS Poum entre en lice en demi-finales.

### Quarts de finale
| Équipe 1    | Résultat | Équipe 2         | Aller | Retour |
| ----------- | -------- | ---------------- | ----- | ------ |
| JS Baco     | 5 - 2    | CA Saint-Louis   | 3 - 0 | 2 - 2  |
| AS Traput   | 2 - 2e   | AS Auteuil       | 2 - 1 | 0 - 1  |
| Gaïtcha FCN | 7 - 1    | US Pénélo-Cuaden | 2 - 0 | 5 - 1  |

### Demi-finales
| Équipe 1 | Résultat | Équipe 2    | Aller | Retour |
| -------- | -------- | ----------- | ----- | ------ |
| JS Baco  | 5 - 6    | AS Auteuil  | 3 - 4 | 2 - 2  |
| AS PoumT | 1 - 1e   | Gaïtcha FCN | 1 - 1 | 0 - 0  |

### Finale
|  | Gaïtcha FCN     | 2 - 2 | AS Auteuil | Stade Numa-Daly, Nouméa |  |
|  |                 |       |            |                         |  |
|  | Tirs au but 4-3 |       |            |                         |  |

## Bilan de la saison
| Championnat de Nouvelle-Calédonie de football 1999 |                        |
| Champion                                           | Gaïtcha FCN (3e titre) |
| Coupes et trophées                                 |                        |
| Vainqueur de la Coupe de Nouvelle-Calédonie 1999   | JS Traput              |
| Promotions et relégations                          |                        |
| Promus en Championnat national                     | Aucun                  |
| Relégués                                           | Aucun                  |